# Najwa Karam
Najwa Karam (em árabe نجوى كرم) (Zalé, 26 de fevereiro de 1966) é uma cantora libanesa. Sua carreira musical começou no final dos anos 80 com um sucesso moderado conseguindo afirmação profissional por volta dos anos 90.
Najwa Karam é uma das cantoras árabes mais bem sucedidas. Foi participante em inúmeros festivais e concertos em todo o mundo e recebeu vários prêmios em muitas organizações distintas. Ela também é artista mais bem paga da Rotana, sua gravadora atual, na qual possui contrato por tempo indeterminado, desde o ano de 1994.

## Os primeiros anos eLayali Lubnan: 1966-1988
Nicola Najwa Karam nasceu em Zalé, no Líbano, filha de Karam Karam e Karam Chahine Barbara, uma família de libaneses maronitas. Ela é a caçula de cinco filhos, tem uma irmã mais velha, Salwa, e três irmãos mais velhos, Tony, Jean, e Nicolas. Passou sua infância em Zalé, sob os cuidados de seus pais e irmãos mais velhos. Desde cedo, Najwa era conhecida entre seus amigos e parentes para sua voz poderosa, mas seus pais enfatizaram a necessidade de uma educação normal para que tivesse além de uma carreira como cantora, tivesse uma educação normal como qualquer pessoa.
Najwa estudou no Colégio Anjo, e em seguida, trabalhou como professora por dois anos no Eastern College em Zalé.
Em 1985, Najwa decidiu seguir uma carreira musical, participando do concurso de canto de televisão Layali Lubnan (Noites Libanesa), embora contra a vontade de seu pai. Interpretando variedades populares do tradicional Miwal libaneses em sua voz poderosa, Najwa venceu o concurso e recebeu a Medalha de Ouro. Devido à exposição pública que recebeu em virtude do programa, ela teve a aprovação de seu pai para poder cantar profissionalmente.
Após esta vitória, Najwa estudou no Instituto de Música do Líbano, durante quatro anos para melhorar o seu conhecimento da música e da indústria da música em geral. Ela estava sob a direção do renomado compositor libanês Zaki Nassif e Fouad Awad. Em 1987, Najwa participou de outro programa de televisão chamado Laylat Haz, onde ela foi muito bem aceita pelo público. Em 1989, Najwa ganhou o conhecimento e a experiência que ela precisava para fazer sua primeira tentativa de entrar no mundo do entretenimento musical árabe.

## O começo: 1989-1993

### Ya Habayeb e El Shams-Ghinnieh
Em 1989, Najwa após lançar o seu primeiro álbum de estúdio, obteve primeiro lugar, Ya Habayeb, foi lançado por uma gravadora não muito conhecida, Relax-In Internacional. O álbum contém sete faixas, todas no estilo musical folclórico árabe. Devido à sua exposição anterior para o público libanês, o álbum foi bem recebido no Líbano, mas não recebeu muita atenção do resto do mundo Árabe.
Depois de um período de três anos fazendo música, Najwa voltou à cena com seu segundo álbum, El Shams-Ghinnieh. O título do álbum foi inspirado por seu apelido, El Shams-Ghinnieh (O Sol da Canção), que foi dada a ela pelo povo libanês e pela mídia por causa de suas habilidades vocais. O álbum foi gravado por uma outra pequena gravadora CM. O estilo do álbum era mais romântica e contemporâneo, em comparação com a estreia Najwa o cd Ya Habayeb, que era mais tradicional. El Shams-Ghinnieh foi muito bem recebido pelo público libanês.

### Ana Ma'Akon
No ano seguinte, 1993, Najwa assinou contrato com outra gravadora para o seu novo álbum. Desta vez foi uma gravadora não muito popular na Arábia. O novo álbum foi chamado Ana Ma'akon (Estou Com Você). O álbum foi um estilo clássico e bem diferente El Shams-Ghinnieh. Este novo álbum não refletia a identidade artística de Najwa. Mas apesar de seu descontentamento pessoal, ela não teve escolha a não ser liberar as gravações, por causa de cláusulas no contrato com sua companhia de produção. Como esperado, o álbum não conseguiu fazer muito sucesso como El Shams-Ghinnieh. Devido à falta de recursos teve uma pobre comercialização fazendo com que o houvesse uma baixa vendas do álbum. Este foi o trabalho menos reconhecido de Najwa, embora muitos de seus fãs considerem o melhor em termos de mostrar as habilidades vocais da cantora. Com o fracasso de Ana Ma'akon, ela procurou uma gravadora maior próximo álbum.

## Dominação: 1994-1999

### O Sucesso Najwa
A sorte de Najwa mudou para melhor quando ela foi abordada pela maior gravadora do Oriente Médio, a Rotana, de propriedade do príncipe saudito Walid Bin Talel. Um acordo entre as partes foi feito e Najwa agora estava na lista de cantores da gravadora Rotana.
O trabalho em um novo álbum começou imediatamente. Excelentes poetas, escritores e compositores foram recrutados para ajudar Najwa a fazer uma nova imagem fresca musical para se revitalizar o interesse público e, finalmente, chamar a atenção do público mais amplo árabe. Em meados de 1994, um álbum composto por 8 músicas novas foram compilados e estava pronto para ser lançado para o Oriente Médio. Naghmet Hob (O Ritmo do Amor) fundiu tradição libanesa, com pop árabe. Sua música de trabalho "Habaytek" (Se Eu te Amasse) foi um sucesso instantâneo, contribuindo com a introdução de Najwa Karam para todo o Oriente Médio. A canção e seu videoclipe dominou as paradas árabe. Os outros hits do mesmo álbum foram "Wrood Eddar" (Rosas do Jardim) e "Elala” (Elala), que recebeu o sucesso similar.
O sucesso mundial de Naghmet Hob alimentou uma turnê de concertos e uma série de prêmios para Najwa que recebeu inclusive um prêmio da Lebanese Broadcasting Association para o Melhor Artista de 1994.
Najwa conseguiu alcançar o topo do cenário musical árabe em menos de um ano, e agora estava constantemente sob os olhos do público. Em 1995, Najwa começou a trabalhar em seu segundo álbum de selo da Rotana, o seu quinto lançamento no total. Foi intitulado Ma Bassmahlak e acompanhou de perto o estilo tradicional de Naghmet Hob. A principal diferença foi a natureza lírica e vocal das faixas que tinham mais profundidade. Este álbum teve dois hits: “Ma Bassmahlak” (Não Vou Permitir que Você) e “El-Hakim Qady” (O Juiz Falou).

### Hazi Helo
Com cinco álbuns gravados, os dois últimos testemunhando um sucesso inovador, Najwa estava tornando-se um rosto familiar na indústria da música árabe. No 16 de junho de 1996, Najwa lança seu novo álbum intitulado Hazi Helo (Eu Tenho Sorte). A faixa-título, “Hazi Helo”, e outras três canções, "Khayarouni", "Ala Mahlak" e "El-Ghorbil", eram os mais populares do álbum, obtendo excelentes posições nas paradas de sucesso do Líbano e toda Arábia.
Após o lançamento do álbum Hazi Helo, Najwa partiu para uma grande turnê de escala mundial, que a levaria a muitos países árabes, partes da Europa e da América. Ela fez muitos fãs nos EUA e todos os seus shows lá tiveram venda de ingressos esgotada. Para honrar seu sucesso nos EUA, Najwa foi presenteada com a chave da cidade de Chicago.

### Ma Hada La Hada e Maghroumeh
Após sua turnê mundial extremamente bem sucedida, Najwa voltou para o Líbano com uma mente fresca e cheia de ideias para as suas novas canções. E assim começou a trabalhar em seu próximo álbum de estúdio Ma Hada La Hada. As faixas do álbum foram bastante diferentes das dos álbuns anteriores lançados por Najwa, com um som mais contemporâneo. Por exemplo, a canção "El Helw" foi fortemente influenciada por batidas estrangeiras e melodias sintetizadas. Três meses antes de lançamento oficial do álbum, a canção “El Tahady” foi distribuída para as estações de rádio árabes. Na época do lançamento do álbum, a popularidade da canção tinha diminuído, e as vendas relativamente baixas de Ma Hada La Hada foram atribuídas a este fator. No entanto, a faixa-título se tornou bastante popular. Tinha um harmonioso arranjo musicais que utilizavam o instrumento tradicional libanês, o Qanoun, juntamente com outros instrumentos tradicionais como o violino e o acordeão. Esses estilos musicais, com uma canção tema edificante e um videoclipe, onde se encenava um curta metragem da canção, fez um enorme sucesso.
O lançamento de 1998, Maghroumeh, marcou oficialmente Najwa como transitando do puramente tradicional libanês para a mistura de árabe tradicional com música contemporânea. Trilhando esse estilo que a fez famosa até hoje. Maghroumeh tinha letras poéticas cantadas em árabe com poder da marca registrada e autoridade de Najwa; amplo uso de instrumentos Árabe (trumbakke, mijwiz, zamour, tabal, e etc) e as tendências contemporâneas e um novo visual para a capa do álbum. Maghroumeh foi outro sucesso de Najwa. A faixa-título, “Maghroumeh” (Estou Apaixonada), foi filmado como um videoclipe, e foi o maior hit do álbum, atingindo o número um na maioria das estações de rádio na região. Outros sucessos foram os “Ghamza Feisty” (Cigano) e da canção de amor triste “Noqta Al-Satr” (Algum Lugar ao Longo da Linha).

### Rouh Rouhi
O novo ano trouxe uma série de mudanças na vida e na carreira de Najwa. O novo álbum estava previsto para ser lançado no verão, e suas mudanças pessoais estavam transparecendo em seu novo álbum Rouh Rouhi que era bem semelhante ao álbum ‘Maghroumeh, mas tinha uma série de ajustes nos estilos vocais e musicais. Os arranjos musicais foram bastante detalhados e as suas técnicas vocais bem trabalhadas. As letras eram mais poéticas do que todos os outros álbuns de Najwa. As faixas "Ariftu Albi La Meen" (Você Sabe a Quem meu Coração Pertence?), “Atchana” (Sedenta), e a faixa título, "Rouh Rouhi" (Alma da Minha Alma) foram os principais hits do álbum, o "tiro" foram os lançamentos dos videoclipes das duas últimas músicas citadas. O álbum teve outras canções bem sucedidas, como "Keif Bdawik" (Como Posso Tratá-lo?), e "Ma Berda Ghayrak" (Eu Não Aceito Qualquer um ao seu Lado).

## O Novo Milênio

### Sem Arrependimentos
Outro milênio. Outra mudança de Najwa Karam. Desta vez, surgiu sob a forma de um álbum chamado Oyoun Qalbi. Oyoun Qalbi foi um mais romântico das suas produções, reflexo do trabalho em relação aos álbuns anteriores Najwa. Suas principais canções incluídas, como “Majboura” (Eu Tive Que), tiveram uma influência do jazz moderno, e as batidas dançantes, “Oyoun Qalbi” (Doce Coração) e “Khaleek Ard Al” (Mantenha os Pés no Chão). Um vídeo foi feito para o ano 2000 intitulado “Najwa Megamix”, que continha amostras de cada música do álbum Oyoun Qalbi.
Em 2001, Najwa fez seu recorde de lançamento com o álbum Nedmaneh. Este vendeu mais de 4 milhões de cópias em todo o mundo e é um dos álbuns mais aclamados Najwa até à presente data. Seguiu-se a partir do estilo de música, apresentado por Najwa em Oyoun Qalbi, e mais experiências com novos estilos e sons. A canção “Aaskah” (Apaixonada) foi um enorme sucesso, atingindo o número um em todo o Oriente Médio, e também foi bastante popular no exterior. Era uma música mais alegre e vibrante do que a maioria dos trabalhos anteriores de Najwa, com uma linha de baixo forte e uma evidente influência oriental. Era muito diferente de qualquer música árabe na época, e apelou a uma ampla variedade nos meios de divulgação. O sucesso do Nedmaneh
trouxe uma série de prêmios, incluindo o cobiçado Maoris D'or Árabe de "Melhor Artista Árabe", e três prêmios especiais para a companhia de produção de Najwa, a Rotana: "Artista do Ano", "Álbum do Ano" e "Álbum Mais Vendido". Em 2001, Najwa Karam casou-se com Youssef Harb.
No sábado de 23 de julho de 2001 foi realizada pela sua gravadora Rotana uma cerimônia onde Najwa foi premiada por suas realizações ao longo de sua carreira como cantora e para o enorme sucesso de Nedmaneh. A cerimônia foi realizada no Hotel Venesia, em Beirute, no Líbano. Estavam presentes: o ministro da Informação libanês, Ghazi Al-Aredi que representava o Presidente da República do Líbano Émile Lahoud, o proeminente cantor Wadih El Safi, o aclamado compositor Elias Rahbani e um imenso número de jornalistas e repórteres árabes e internacionais. Durante a noite, Najwa cantou alguns de seus hits (antigos e novos), e foi apresentado com uma série de medalhas e troféus. A gravação foi lançado em uma edição especial com uma compilação ao vivo intitulada Najwa Karam Live in Concert, juntamente com um CD comos maiores sucessos da cantora que inclui de 1989 ao ano 2000 intitulado The Very Best of Najwa Karam.
Najwa lançou em 2002 o álbum, Tahamouni. Este se afastando do estilo ao qual estava acostumada a gravar e o público notou. O álbum foi concebido para voltar a ter contato com um público mais jovem de outras nações árabes, com quem tinha tomado leve interesse pela música de Najwa desde o final dos anos 90. Isto foi demonstrado nas canções “Tahamouni” (Eles me Acusaram), que incluiu novas tendências e “Ew'a Tekoun Ze'alt” (Espero que Você Não Esteja com Raiva de Mim), que continha completas influências ocidentais. As músicas desse álbum tinham um som jovem. Conseguindo o desejado.

### Saharni
No final de 2002, Najwa começou a se reunir um importante astro libanês, Wadih El Safi (nascido em 1919). Wadih tinha conhecido Najwa há um tempo atrás e ficou impressionado com seus talentos vocais. Os dois decidiram fazer um dueto juntos com uma canção que descrevesse uma relação entre pai e filha. A canção foi intitulada “W Kberna” (Nós Envelhecemos Juntos) e foi um romance épico em que ambos os vocalistas demonstraram imenso alcance vocal e profundidade. “W Kberna” foi um sucesso, devido à facilidade de assimilação da letra da canção e por ser interpretada por dois cantores renomados e reconhecidos da região.
Tomando este sucesso, Najwa voltou à prancheta para um novo álbum. Meses foram gastos reunindo as letras e arranjos e em meados de 2003, um novo álbum ficou pronto para lançamento. Sua gravadora, Rotana, criou uma grande festa de lançamento no centro de Beirute, onde mais de quinze mil fãs de Najwa encheram as ruas, à espera de Najwa para que a mesma se apresentasse numa performance ao vivo e cantasse a sua nova música de trabalho.
Saharni (Ele me Encantou) foi exatamente o tipo de álbum que foi um renascimento do "antigo estilo Najwa" que pegou o público de surpresa, já que estes nesse momento esperavam algo mais pop como o seu antigo trabalho El Shams-Ghinnieh. A música teve todos os ingredientes da música distintamente libanesa: solos trumbakke, instrumentos de sopro tradicionais, os lotes de baixo e um estilo de cantar vibrante, todos os recursos longe do "western" motivo em que a maioria dos artistas da época optou. Não só a música de Najwa havia mudado, mas ela também exibia um novo visual, o que fez com que o álbum fosse uma revira-volta e alcançasse rapidamente o topo das paradas de sucesso. Saharni obteve um sucesso instantâneo, embora houvesse uma falta de videoclipes para as canções, o álbum além da faixa-título teve um outro sucesso “Edhak Lil Dounya” (Sorria Para o Mundo).
Najwa fez uma turnê de nível internacional para complementar o sucesso de seu novo cd, tendo apresentações no Médio Oriente, e também França e os EUA com a presença de Wadih El Safi em todas as apresentações. Ela também viajou para a Austrália, onde seu concerto há ainda detém o recorde de maior público já registrado para um artista árabe. Najwa foi presenteado com uma série de prêmios e conquistas em 2003. Estas incluem "O Álbum Mais Vendido do Ano" da sua gravadora Rotana e prêmio de melhor cantora de canção libanesa tradicional do "Lions Club", melhor canção do ano "Edhak Lil Donya" pela emissora de rádio Sawt El Ghad da Austrália e um prêmio honorário pelo governo australiano.
Um novo ano surgia e Najwa começou a trabalhar em um novo single para ser incluído em seu próximo álbum. Este single seria como nenhum outro que tinha lançado antes. Intitulado "Leish Mgharrab?" (Por que Você está Vivendo no Exterior?). Que falou sobre as dificuldades que as pessoas enfrentam ao ter que deixar seu país de origem para terem uma vida melhor. O videoclipe da música nova foi revolucionário, dirigido por El Sa'Aed-Marouk, que iria transformar a moderna Beirute em um deserto desolado num período futuro do ano de 2020. O vídeo original, que continha cenas de cidadãos que protestavam contra o governo do Líbano, foi proibido de ser exibido pelo Parlamento Libanês. Após a edição, o vídeo foi finalmente autorizado a ir ao ar, juntamente com a sua canção. Ela tocou o coração de muitas pessoas, especialmente o das que vivem no exterior em países como a Austrália e os EUA. Ele também enviou uma mensagem direta aos políticos libaneses, dizendo-lhes para cumprirem com as suas palavras.
Depois de alguns meses, Najwa tinha completado o resto de seu novo álbum, Shu Mghaira!. Como Saharni, foi distintamente libanês, mas era mais de uma adaptação moderna, com um tom reflexivo e melancólico. Najwa continuou suas muitas apresentações ao vivo para promover o álbum e um acontecimento em 2004 foi notável para o estouro de vendas numa apresentação em Cartago, na Tunísia, onde ela cantou para milhares de fãs entusiasmados. As faixas "Bi Hawak" (No Seu Amor) e "Shu Mghaira!" (Como Tem Mudado) foram lançadas com um clipe caro, repleto de efeitos especiais. Ele permaneceu na posição número 1 por 6 semanas no Rotana Top 20. As duas canções foram os mais populares do álbum, e Najwa ganhou o prêmio de "Artista Feminina do Ano" pelo site musica.net cuja votação foi feita através de uma pesquisa em larga escala na Internet.

### Singles de Shu Jani e Bhebak Walaa
No segundo trimestre de 2005, Najwa lançou o clipe de um novo single chamado "Shu Jani". "Shu Jani" era uma música pop contemporânea, com o uso de instrumentos tradicionais libanesas. O vídeo foi filmado na estância de esqui no Líbano Faraya pelo diretor El Sa'aed Marouk. Este clipe era para pré-lançar o seu novo álbum de 2005. Devido a temporada eleitoral tensa no Líbano, o lançamento do clipe foi criticado por alguns O calendário do novo clipe foi criticada por alguns tablóides, já que foi lançado durante a uma temporada eleitoral tensa no Líbano. Os chamados 'Cedar Revolution' (Intifada da Independência) consideraram que foi desrespeitoso por parte da cantora liberar este material novo em tal momento. Najwa defendeu-se por colocar o crédito na sua empresa de produção da Arábia Saudita, a Rotana, que efetuou io lançamento do novo single contra sua vontade. Mesmo que houvesse alguma controvérsia em torno "Shu Jani", o single saiu-se bem com o público e os comentários da parte dos tablóides da região cessaram.
Devido as eleições que se prolongaram na região do Líbano, o álbum Najwa de 2005 foi adiado. Inicialmente este seria lançado em junho/ julho, mas foi finalmente lança do em novembro de 2005. No entanto, Najwa lançou outro single no final de Julho chamado "Bhebak Walaa" que era uma canção otimista, uma mistura de contemporâneo com tradicional, típico trabalho habitual Najwa. Foi um sucesso bastante grande, atingindo número um na Internet e excelentes colocações nas rádios. Em 6 de setembro de 2005, Najwa liberou o vídeo "Bhebak Walaa", dirigido por Salim El-Turk.

### Kibir'el Hob
Em novembro de 2005, outdoors e unipolls de toda Beirute exibiam a mão de uma senhora em cima de um horizonte nebuloso. Nada estava escrita nestes cartazes. O anúncio tinha a intenção de fazer o público saber o que a estes cartazes queriam dizer e de quem pertencia aquela mão misteriosa? Logo, concluiu-se que a misteriosa mão pertencia a artista da gravação, mas houve muitas sugestões conflitantes sobre de quem ela pertencia. Gradativamente, os cartazes mostravam outras partes da senhora que eram acrescentados à imagem, até 30 de novembro de 2005, a "misteriosa" senhora foi revelada, era Najwa Karam.
No mesmo dia, Najwa lançava o seu novo álbum de estúdio Kibir'el Hob (O Amor se Engrandece). O álbum ganhou a atenção generalizada através da sua campanha publicitária rigorosa, que incluiu os cartazes outdoor, muitas aparições em televisão, bem como programas de variedade popular como 'Dandana' e 'Akeed Maestro' (programa de variedades populares no Líbano). Kibir'el Hob bateu recorde do recorde de vendas do álbum mais vendido no Líbano para a Rotana durante o período do Natal e permaneceu na primeira posição no Ano Novo. Em meados de Abril de 2006, Najwa lançou o terceiro e último single do álbum Kibir'el Hob, acompanhado por um videoclipe e provou estar entre as cantoras mais populares árabe do ano de 2006.
Em resposta a Israel pelo conflito com o Líbano em 2006, Najwa se uniu pela primeira vez com o cantor e compositor popular libanês Melhim Barakat para gravar a canção "Rah Yeb'a El Watan". A faixa foi escrita e composta por Barakat e apelou à unidade entre todos os libaneses. O single foi lançado no final de setembro e foi aclamado pela crítica por sua mensagem e vocais, embora criticado por seu curto período de tempo em execução. Planos para uma outra colaboração com Barakat estão em andamento.

### Hayda Haki
Em 28 de maio a Sawt el Ghad e várias outras emissoras de rádio árabes, começaram a tocar o novo single de Najwa Karam "Hayda Haki". Esta canção vinha com um novo estilo e era esperado para ser um grande sucesso para 2007.
Em 6 de junho de 2007, a Rotana lançou o 16º álbum de Najwa intitulado Hayda Haki. Um novo álbum libanes, com sabor especial de Najwa Karam nele. Este álbum inclui 8 canções excelentes como de costume.
Diferentes tipos de estilos em cada música. Merecendo destaques para dois mawals. Um mais poderoso, a canção "Raje Tesal a Meen" e um mais suave "El hanone". "Law ma Btekzob" vinha no estilo das canções dos anos 90, "Ana Rouh" e "Nawer Eyami" são duas músicas românticas. "Hata Be Ahlamak", "Hayda Haki" e "Behkik" são músicas alegres com estilos diferentes em cada uma e um toque especial Najwa Karam. "Hayda Haki" foi a segunda música que Najwa Karam gravou cujo videoclipe foi produzido pelo diretor libanês Said el Marouk que obteve um tão grande sucesso instantâneo como o primeiro videoclipe "Shu Jani".
A partir da primeira semana do lançamento do Hayda Haki este álbum foi o mais vendido no Líbano, nos Emirados Árabes Unidos e no Kwait. O álbum obteve um sucesso enorme desde a primeira semana de lançamento no Líbano, bem como no Golfo, Líbia, Síria, Jordânia e outros países árabes.
Em 29 de junho de 2007, Najwa Karam foi convidada para o show "Album on MBC 1", ela brilhou no palco. Ela começou cantando "Hayda Haki" sozinha. Depois ela cantou "Sho hal Hala" e finalizou sua performance com "Law ma Btekzob" interagindo com os grupos que se apresentavam no programa.
Em junho ela lançou seu videoclipe: "Hayda Haki", que exibiu sua personagem em uma atmosfera romântica e cenas de amor e em seu primeiro dia o clipe obteve 1º lugar nos pedidos para exibição do clipe.
Najwa Karam excursionou pelos Estados Unidos e Canadá com os cantores libaneses Wael Kfoury e Shaker Fadel, a pequena turnê durou pouco mais de um mês e nas principais cidades em que ela passou foi o maior o sucesso. Nos EUA os concertos foram em Chicago, San Francisco, Las Vegas, Nevada, Detroit, Nova Jersey, Boston e Miami. No Canadá, os concertos foram em Ottawa, Montreal e Toronto, cantando nos maiores e melhores locais reservados para apresentações de shows.
Najwa comemorou a véspera do Ano Novo com Wael Kfoury no Emirates Palace, em Abu Dhabi, a enorme propaganda sobre o concerto fez com que os ingressos se esgotassem com semanas antes da apresentação.
Na sexta-feira 25 de janeiro de 2008 Najwa Karam foi convidada pelo primeiro-ministro da Star Academy 5 LBC a se apresentar. Ela cantou: "Hayda Haki", "Law ma Btekzob" e "Ana Rouh Ya Rouhi".
No dia 9 de fevereiro, Nakwa realizou um concerto, grande sucesso na capital da Alemanha, Berlim.
Depois de quatro dias, Najwa lançou o videoclipe para "Law ma Btekzob" produzida pelo diretor Fadi Haddad. A canção alcançou um sucesso tremendo em todo o Oriente Médio. Juntamente com o sucesso da canção "Law ma Btekzob", a canção "Behkeek" alcanchou um inesperado sucesso também no Egito e Líbano obtendo excelentes classificações por algumas semanas.
Uma dos mais esperadas aparições de Najwa foi no programa de TV chamado Al Arrab, com o anfitrião Nishan, que foi ao ar no dia 31 de maio. George Kurdahi também participou do programa. Najwa cantou medley de suas canções antigas e novas e cantou outras junto com Fairouz, Sabah, Wadih El Safi and Samira Tawfiq. Ela também cantou uma de seus mawal antigos "Wainak Ya Rahi Deni" (Onde está o teu Deus?) e "El Adyan" que alcançou enorme sucesso.

### Am Bemzah Ma'ak
Em 17 de julho de 2008, a Rotana lançou o 17º álbum de Najwa Am Bemzah Ma'ak (Eu Estou Brincando Com Você). O álbum recebido com uma grande quantidade de sucesso e críticos positivas. O álbum contém 8 músicas. Um dos compositores árabes mais famosos Melhim Baraket compôs duas músicas do álbum para p álbum:  "Kamel Ala Rouhi" e "El Gatalna Khof". O álbum ficou durante três meses em primeiro lugar na Virgin Mega Store no Líbano, quatro semanas na UAE Virgin Mega Store e oito semanas na Arábia Saudita. A sua gravadora, a Rotana, declarou o álbum "Am Bemzah Ma'ak" obteve terceiro lugar nas vendas da gravadora Rotana para os álbuns no Oriente Médio e também foi escolhido pela Virgin MegaStore na Jordânia, como um dos álbuns mais vendidos no ano de 2008.
Uma semana após o lançamento do seu álbum, Najwa Karam brilhou em Cartago, na Tunísia onde realizou um concerto onde foi muito bem sucedida. A apresentação obteve tanta repercussão que foi disponibilizada em DVD cerca de um mês após a apresentação. Em 20 de setembro a cantora viajou para a Suécia, onde ela brilhou no Globe Arena.
Quatro músicas de Am Bemzah Ma'ak fizeram sucesso em todo o Oriente Médio: "Am Bemzah Ma'ak", "Enta El Shams", "Galbi Amanti" e "Ta'a Khabik". Najwa lançou seu segundo clipe de seu mais recente álbum "Ma Bkhabi Aleyk" onde colaborou pela primeira vez com o jovem diretor libanês Randa Aalam.
Ela foi convidada pa a acerimônia de abertura do novo canal de música chamado Al Dafrah que teve a sua primeira exibição em 1º de novembro.
Najwa filmouo terceiro videoclipe de "Am Bemzah Ma'ak" chamado "Ta'a Khabik" onde foi exibido em diversos canais de música em todo o Oriente Médio e recebeu enorme sucesso no Líbano, Magrebe, Síria, Jordânia e países do Golfo.

## Discografia

### Álbuns de Estúdio
- 1989: Ya Habayeb (Meu Amado)
- 1992: Shams el-Ghinnieh (O Sol da Canção)
- 1993: Ana Ma'akon (Estou Com Você)
- 1994: Naghmet Hob (O Ritmo do Amor)
- 1995: Ma Bassmahlak (Não Vou Permitir que Você)
- 1996: Hazi Helo (Eu Tenho Sorte)
- 1997: Ma Hada La Hada (Ninguém É de Ninguém)
- 1998: Maghroumeh (Estou Apaixonada)
- 1999: Rouh Rouhi (Alma da Minh'Alma)
- 2000: Oyoun Qalbi (Doce Coração)
- 2001: Nedmaneh (Sem Arrependimentos)
- 2002: Tahamouni (Eles me Acusaram)
- 2003: Saharni (Ele me Encantou)
- 2004: Shu Mghaira..! (Como Você Tem Mudado)
- 2005: Kibir'el Hob (O Amor se Engrandece)
- 2007: Hayda Haki (É Disso Que Estou Falando)
- 2008: Am Bemzah Ma'ak (Estou Brincando com Você)
- 2009: Khallini Shoufak (Deixe-me Te Ver)

### Singles (não inclusos em seus CDs oficiais)
- 2000: Tal Omrak
- 2003: W Kberna (Participação Especial Wadih El Safi)
- 2005: Shu Jani
- 2006: Rah Yeb'a El Watan (Participação Especial Melhem Barakat)
- 2007: Bel Sana (Participação Especial Melhem Barakat)

### Coletâneas
- 2001: The Very Best of Najwa Karam (o melhor de)
- 2006: Greatest Hits (Grandes Êxitos)

### Gravações ao vivo
- 2001: Najwa Karam Live in Concert (ao vivo em concerto)
- 2008: Queen of Carthage (A Rainha de Carthage)